# Електронна дошка оголошень
Електро́нна дошка́ оголо́шень — вебсайт, котрий призначений для розміщення безкоштовних текстових оголошень в мережі інтернет. Деякі з цих сайтів підтримують розміщення оголошень з фотографіями. Оголошення на таких сайтах групуються по рубриках і категоріях.
Спочатку це поняття відносилося винятково до BBS. Проте, у міру розповсюдження Інтернету, з'явилося безліч сайтів, цілком аналогічних звичайним побутовим дошкам оголошень або ж рекламним газетам. Їх вміст — це набір оголошень комерційного та/або некомерційного характеру і розміщується як на платній, так і на безкоштовній основі, залежно від конкретного сайту. Багато рекламних компаній, що мають паперові видання і що працюють у сфері теле- і радіореклами, створюють і підтримують також власні електронні дошки оголошень.
В Україні існують декілька дощок оголошення, наприклад, Ваш Магазин, OLX (Slando). Крім загальнонаціональніх є ще й міські локальні дошки оголошень, як у крупніх містах так і у маленьких.

## Принципи роботи
Електронна дошка оголошень функціонально подібна звичайній: це сайт, де кожен охочий може вивісити своє оголошення, а всі відвідувачі сайту — прочитати його. Електронна дошка оголошень, як правило, поділена на декілька тематичних розділів, відповідно до змісту оголошень.
Більшість електронних дощок — безкоштовні. За плату можуть надаватися додаткові (привілейовані) можливості сайту. Їх користувачі можуть розміщувати як приватні, так і бізнес-пропозиції. З недоліків можна виділити лише те, що на таких дошках може міститися багато спаму, або таких повідомлень, що призначені для обману користувачів чи відвідувачів.
Для розміщення свого оголошення користувачеві потрібно лише ввести в спеціальній формі його тему, своє ім'я/псевдонім або назву організації, а також координати: адреса електронної пошти, поштова адреса, телефон, URL свого сайту тощо (набір даних залежить від конкретного ресурсу). Як правило, відображаються тільки імена авторів і теми оголошень, а для проглядання повного тексту оголошення користувач повинен клацнути по посиланню, що веде до нього.
Електронні дошки оголошень бувають двох видів: ті, що модеруються (ті, у яких є так званий модератор — людина, що контролює роботу цієї дошки) і ті, що не модеруються — що працюють автоматично.